# Oton II. (grof Gelderski)
Oton II., grof Gelderski (ok. 1215 – 1. januar 1271) z vzdevkom "Šepavi", je bil grof Gelderski in Zutphenski od 22. oktobra 1229 do svoje smrti leta 1271. Bil je sin Gerarda III., grofa Guelderskega in Margarete Brabantske. Grof je imel veliko vzdevkov. Ti so med drugimi "šepavi", "Konjska noga" (Paardenvoet) ali "poskakovalec" zaradi svoje palice. Tudi vzdevek "Ustanovitelj mest" so uporabljali, zaradi mnogih krajev, ki jih je povzdignil v mesto.

## Življenje
Pri petnajstih letih je nasledil svojega očeta Gerharda III. Gelderskega. Vladal je 42 let. Pogosto je posredoval v sporih v svojem okolju. Pogosto je bil tudi vpleten v spore zaradi svojih posesti v Vestfaliji, med drugim z grofi Ravensberškimi in Tecklenburškimi, pa tudi s škofi iz Münstra, Osnabrücka in Paderborna.
Oton II. je vodil številne vojne z grofi Kleveškimi  in škofi Utrechta za svoj vpliv v Spodnjem Porenju. Posledično se je moral odpovedati svojim zahtevam do Sallanda.
Leta 1247 je papež Inocenc IV pozval Otona II., naj postane rimski kralj. Bil je druga izbira, ker je brabantski vojvoda že zavrnil krono. To ponudbo je zavrnil, ker bi mu ta služba prinesla veliko slabosti.
Samostan 's-Gravendaal je bil zgrajen leta 1248 na vztrajanje njegove žene Margarete Kleveške. Samostanska cerkev je bila prva stavba v samostanskem kompleksu. Istega leta je mesto Nijmegen prišlo v njegovo posest. Oton II. je leta 1250 začel graditi cerkev sv. Štefana (Grote ali Sint-Stevenskerk), ki je bila dokončana šele leta 1476. Leta 1251 so truplo Margarete Kleveške pokopali v cerkvi samostana 's-Gravendaal. Tik pred smrtjo je vodil nekaj sporov z mestom Zutphen.
Kot zaveznik brabantskih vojvod in nizozemskih grofov (od 1261 do 1262) je Oton dosegel visok položaj v vojvodini Spodnja Lorena. Dobil je številna gospostva, vključno z Groenlo, Bredevoort in Lichtenvoorde. Tako je bil pokrovitelj Kölna. Ustanovil je mnoga mesta kot je Geldern (1229), Goch (okoli 1230), Roermond (1231), Harderwijk (1231), Grave (1232), Emmerich (1233), Arnheim (1233), Doetinchem (1236), Doesburg (1237) in Wageningen (1263).

Potem ko so grofa Viljema II. Holandskega  (1227–1256) leta 1256 ubili Frizijci, je Holandijo podedoval njegov dveletni sin grof Florisa V. Holandski. Za skrbništvo nad Holandijo in mladim Florisom V. sta se borila njegov stric (Floris de Voogd regent od 1256 do 1258) in kasneje njegova teta ( Adelajda Holandska regent od 1258 do 1263) z drugimi plemiči. V bitki pri Reimerswaalu 22. januarja 1263 je grof Oton II. Gelderski premagal Adelajdo in plemiči, ki so nasprotovali Adelajdi, so ga izbrali za regenta.
Oton se je leta 1234 boril v križarski vojni Stedinger.
Oton II. Gelderski je služil kot varuh Florisa V. do njegovega dvanajstega leta (1266) ko je veljal za sposobnega sam upravljati Holandijo.

## Družina
Oton II., grof Gelderski, je bil sin Gerharda III., grofa Gelderskega in Margarete Brabantske.
Otto se je prvič poročil z Margareto iz Kleve leta 1240. Imela sta:
- Elizabeta Gelderska, poročena z Adolfom VIII. Berškim [10]
- Margareta Gelderska, poročena Engerandom IV., gospodom iz Coucy[10]

Oton se je leta 1253 drugič poročil z Filipo iz Dammartina   s katero sta imela naslednje potomce:
- Reinald I., grof Gelderski [10]
- Filipa Gelderska, poročena z Waleranom II., gospodom Valkenburga.
- Margareta Gelderska, poročena z Ditrihom VII., grofom Kleveškim.
- Marija Gelderska

## Poglej tudi
- Arnhem